# Großaugen-Sechskiemerhai
Der Großaugen-Sechskiemerhai (Hexanchus nakamurai) gehört zur Ordnung der Hexanchiformes.

## Aussehen
Die bis zu 1,80 Meter langen Haie haben einen grauen Rücken und einen hellen Bauch. Namensgebend sind die großen, grün fluoreszierenden Augen und die sechs Kiemenspalten, die alle vor dem Ansatz der Brustflosse liegen und von vorn nach hinten immer kleiner werden. Dieses Merkmal teilt der Großaugen-Sechskiemerhai mit dem Stumpfnasen-Sechskiemerhai aus der gleichen Gattung, der allerdings wesentlich größer wird und deutlich kleinere Augen hat. Die kleine Rückenflosse sitzt weit hinten. Die Afterflosse ist kleiner als die Rückenflosse. Alle Flossen haben helle Ränder. Die Schnauze ist spitz. Die Zähne des Oberkiefers sind klein und spitz. Im Unterkiefers sind die Zähne kammförmig und tragen nach einer Spitze weitere kleine Nebenspitzen. Die Unterkieferzähne sind viel größer als die des Oberkiefers.

## Verbreitung

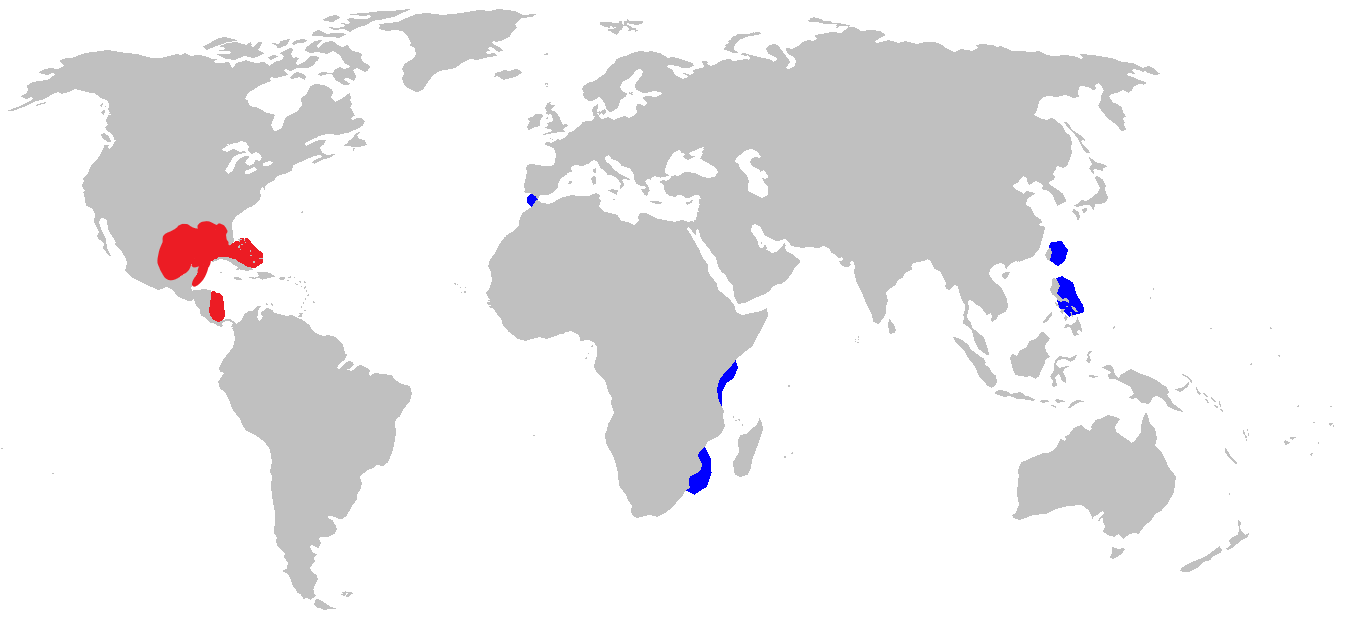
Fundorte des Großaugen-Sechskiemerhais (blau), Fundorte von Hexanchus vitulus (rot).

Der Großaugen-Sechskiemerhai ist weit verbreitet, da er aber nur selten gefangen wird, ist das genaue Verbreitungsgebiet unsicher.  Im westlichen Pazifik wurden Fänge bei Japan, Taiwan, den Philippinen, Neukaledonien und Ostaustralien gemeldet. Auch vor Madagaskar und Kenia ist eine Population bekannt. Im östlichen Atlantik fand man ihn bei Gibraltar, eventuell auch an der Küste der Elfenbeinküste und Nigerias. Auch im Mittelmeer soll er vorkommen. Die im tropischen, westlichen Atlantik vorkommenden Sechskiemerhaie gelten seit Februar 2018 wieder als eigenständige Art, Hexanchus vitulus.
Der Großaugen-Sechskiemerhai hält sich vor allem in Tiefen von 90 bis 600 Metern auf.

## Lebensweise
Die Haie leben bodennah, vor allem in größeren Tiefen, in den Tropen allerdings auch an der Meeresoberfläche. Sie ernähren sich wahrscheinlich von Knochenfischen und Krebstieren.
Großaugen-Sechskiemerhaie sind ovovivipar. Sie bekommen bis zu 13, bei der Geburt 40 Zentimeter lange Jungfische pro Wurf. Männchen werden mit 1,25 bis 1,6 Metern, Weibchen mit 1,45 bis 1,8 Metern geschlechtsreif.
Die Haie gelten als ungefährlich. 